# Abdallah Morsi
Pour les articles homonymes, voir Morsi (homonymie).
Abdallah Morsi, de son nom complet Abdallah Mohamed Mohamed Morsi al-Ayyat, né le 3 septembre 1994 à Ach-Charqiya et mort le 4 septembre 2019 au Caire, est le fils de Mohamed Morsi, président de la République de 2012 à 2013.

## Biographie
Né le 3 septembre 1994 à Ach-Charqiya, Abdallah Morsi est le plus jeune fils de Mohamed Morsi, élu président de la République arabe d'Égypte en 2012 et renversé par un coup d’État l’année suivante.
Le 1er mars 2014, il est arrêté pour avoir consommé du haschich, puis libéré sous caution quelques jours plus tard. Il est condamné à un an de prison, son avocat dénonçant une affaire « fabriquée ». Il est libéré le 22 juillet 2015.
Il étudie en 2018 l'administration des affaires à l'Université canadienne du Caire.
Le 10 octobre 2018, il est arrêté pour « diffusion de fausses informations » pour avoir dénoncé lors d'une interview à l'Associated Press, les conditions de détention de son père. Il est libéré sous caution dans l'attente de son procès.
Son père meurt en détention le 17 juin 2019. Abdallah Morsi accuse alors le président Abdel Fattah al-Sissi de l'avoir tué.
Il meurt à son tour moins de trois mois plus tard, le 4 septembre 2019, des suites d’une crise cardiaque, alors qu'il était au volant de sa voiture et qu'il venait de fêter ses 25 ans la veille. Le 6 septembre, en pleine nuit (pour parer à toute révolte), il est enterré en toute discrétion et sous haute surveillance dans le quartier cairote de Medinat Nasr (en), aux côtés de son père, en présence de sa famille.